# Nitokra sphaeromata
Nitokra sphaeromata is een eenoogkreeftjessoort uit de familie van de Ameiridae. De wetenschappelijke naam van de soort is voor het eerst geldig gepubliceerd in 1988 door Bowman.